# Ngựa Catria
Ngựa Catria (tiếng Ý: Cavallo del Catria) là một giống ngựa có nguồn gốc ở khu vực miền núi của dãy núi Monte Catria ở vùng Marche của Ý, và các khu vực xung quanh ở các tỉnh Ancona, Perugia và Pesaro. Nó là một trong mười lăm con ngựa bản xứ "giống ngựa phân bố hạn chế" được công nhận bởi AIA, hiệp hội các nhà lai tạo ngựa Ý.

## Lịch sử
Giống ngựa Catria bắt nguồn từ việc lai tạo giống lai ngựa Maremmano từ phía tây của Apennines, vốn được cho là đã được đưa từ quê hương Tuscany của chúng, chủ yếu do những người đốt than, với các giống khác, chủ yếu là giống ngựa Franches-Montagnes. Sau Thế chiến thứ hai, số lượng ngựa Catria giảm. Các con ngựa còn sống sót ở khu vực miền núi chỉ thích hợp cho các đàn vật nuôi chưa được khai thác. Năm 1974, Azienda Speciale Consortile del Catria, hoặc "cơ quan hợp tác đặc biệt của Catria", đã kiểm soát việc chăn nuôi giống ngựa này trong khu vực. Năm 1980, một cuốn sách cá thế ngựa này được lập ra để bảo tồn giống ngựa này.
Ngựa Catria được sử dụng ở vùng núi cho mục đích nông nghiệp, đặc biệt là để mang củi đã cắt từ rừng dốc về. Chúng cũng được sử dụng để cưỡi và để sản xuất thịt ngựa.

## Đặc điểm
Ngựa Catria chỉ có hai màu nâu đỏ hoặc hạt dẻ; giống ngựa giống có thể không phải có màu hạt dẻ. Đầu nhẹ với khung xương thẳng. Ngực rộng và cơ bắp. Chiều cao là từ 145–160 cm (14,1–15,3 h) đối với ngựa đực, 140–155 cm (13,3–15,1 h) đối với ngựa cái.